# 富樫満家
富樫 満家（とがし みついえ）は、南北朝時代から室町時代中期にかけての武将・守護大名。富樫氏11代当主・富樫氏春の次男。

## 生涯
富樫氏11代当主・富樫氏春の次男として誕生。
元中4年/嘉慶元年（1387年）、兄・昌家が病没すると、富樫氏の加賀の守護職は満家が後継に決まっていたが、管領・斯波義将によって加賀守護職を剥奪され、弟の義種に与えてしまった。
以後27年間、加賀は富樫氏の手から離れることとなった。
満家の没年は不明である。